# Fort du Bambois
Le fort du Bambois, appelé brièvement fort Bizot, est une fortification faisant partie de la place forte d'Épinal, situé au nord de la commune de Dounoux, dans les Vosges.

## Historique
Le décret d'utilité publique date du 6 juin 1879.
Par le décret du 21 janvier 1887, le ministre de la Guerre Georges Boulanger renomme tous les forts, batteries et casernes avec les noms d'anciens chefs militaires. Pour le fort de Bondues, son « nom Boulanger » est en référence au général Michel Bizot : le nouveau nom devait être gravé au fronton de l'entrée. Dès le 13 octobre 1887, le successeur de Boulanger au ministère, Théophile Ferron, abroge le décret. Le fort reprend officiellement son nom précédent, tout en gardant le nom Boulanger à son fronton.
Michel Bizot est né à Bitche le 2 septembre 1795 et tué devant Sébastopol le 12 avril 1855. Il fit une partie de sa carrière en Algérie avant de se retrouver, en 1852, général de brigade et commandant de l'École polytechnique. Une balle le frappe derrière l'oreille lors du siège de Sébastopol en Crimée. Il meurt sans savoir qu'il venait d’accéder au grade de général de division.

## Situation

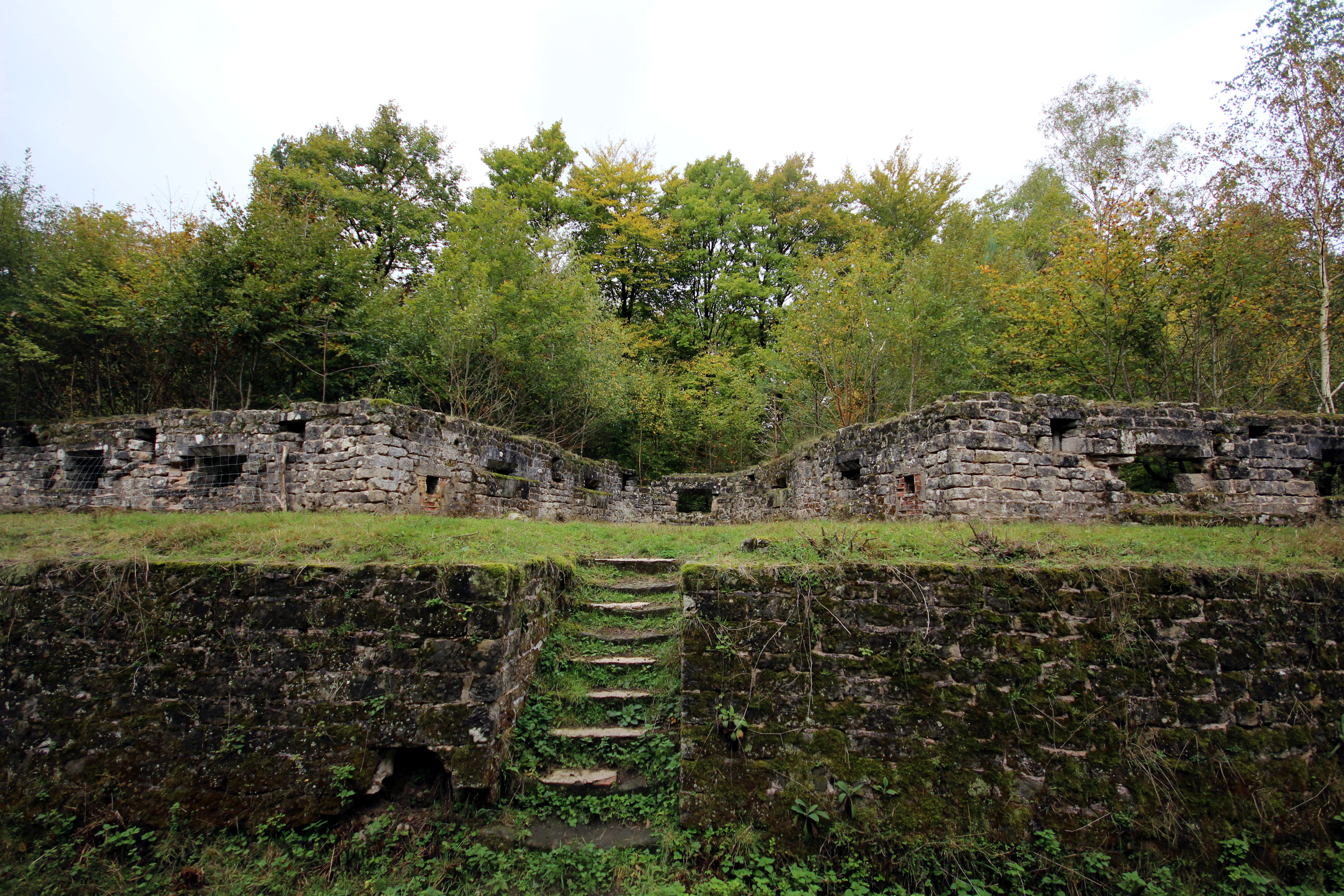
La caponnière à ciel ouvert de gorge du fort du Bambois.

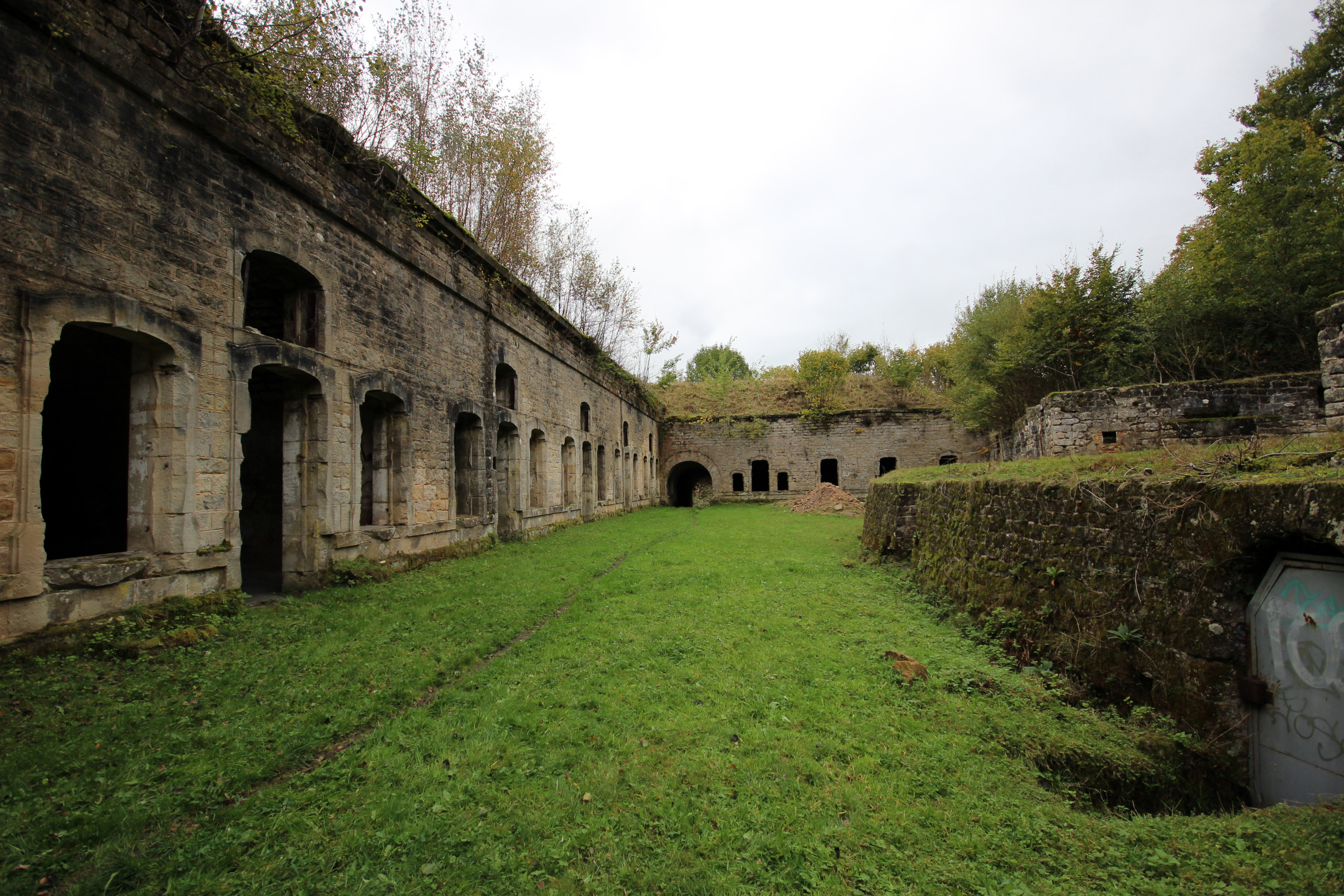
Le casernement et la cour.

C'est un fort Séré de Rivières de deuxième génération. Le fort fut construit de 1880 à 1882, sur deux années. Petit fort affectant la forme d'un pentagone irrégulier à gorge brisée, fort de surveillance, il est construit sur la colline du Bambois, à 523 mètres d'altitude, dominant toutes les hauteurs au sud d'Épinal et de la vallée de la Moselle, contrôlant notamment la route de Xertigny et de Plombières-les-Bains (l'ancienne nationale 434, actuelle D434), la voie ferrée Épinal-Lure et la route vers Hadol (la D12).

## Caractéristiques
Le fossé dessine un hexagone très irrégulier pour s'adapter au terrain. La défense du fossé était confiée à trois caponnières doubles, dont une de gorge. L'ensemble a été construit en maçonnerie, le tout recouvert d'une couche de terre.
La garnison prévue était de 230 hommes et 24 pièces d'artillerie, y compris cinq « mitrailleuses » prévues dès la rédaction de la fiche technique du génie en 1880, et  complémentairement à cinq canons de 5 ou de 7. En fait, par mitrailleuses, il y a lieu de comprendre canons à balles. Le reste de l'armement comprenait huit canons de 120 mm L, deux canons de 115 mm L et quatre mortiers de 22 cm lisses. La défense du périmètre était confiée à deux caponnières doubles, saillants II et IV, la gorge était quant à elle défendue par une plate-forme défensive, en fait un bastionnet trapézoïdal, reposant sur le roc en place et se situant à quelque 150 cm au-dessus du niveau de la cour.
Cette plate-forme possède un mur crénelé (dont un créneau pour projecteur encore partiellement garni de ses carreaux de faïence), mais n'a pas ou peu revêtues. À mi-distance entre le bastionnet et le saillant I s'ouvre l'entrée. Encadrée par deux pilastres et suivie d'un cheminement en tranchée, elle ne dispose toutefois d'aucune couverture. La contrescarpe est aussi garnie de deux pilastres bardés chacun d'un corps de garde. L'entrée franchie, on se retrouve face à un large passage enraciné marquant l'extrémité gauche de la rue du rempart. Ce passage donne accès à la caponnière du saillant II et au couloir de circulation à l'arrière des chambrées. Les passages enracinés sur la rue du rempart, au nombre de quatre, ont tous leur voûte en arc segmentaire et tous sont dotés de deux doubles rainures permettant au besoin de les blinder à l'aide de poutrelles. Avant d'atteindre ce passage enraciné, sur la droite, un tunnel conduit dans la cour. On y débouche perpendiculairement au sept travées du casernement, lesquelles font face au revers de l'escarpe de gorge. Ce revers, pour rappel à environ 150 cm plus haut que le niveau de la cour, est coiffé d'un mur défensif. Les berceaux des voûtes des chambrées ne sont pas soulignés en façade par un arc de maçonnerie.
Dans l’une des chambrées, on peut encore distinguer au mur le croquis d'un insigne de troupe de transmissions. Le couloir à l'arrière de ces chambrées se révèle suffisamment large pour, au besoin, y faire transiter ou y abriter des pièces d'artillerie. Ce couloir longe le magasin à poudre, lequel est implanté en plein centre de l'ouvrage. Ce magasin est précédé d'un énorme puits à lumière. Le local de stockage, prévu pour 60 tonnes de poudre noire, n'a rien de particulier, voûte en plein cintre, trois créneaux à lampe alignés.
Le casernement des officiers est implanté perpendiculairement à l'autre extrémité de la cour. Trois de ses fenêtres donnent dans le fossé de gorge. Quelques belles maçonneries et des latrines ayant conservé leurs cloisons de séparation en métal (très rouillées). Le casernement est coiffé par une position d'infanterie à laquelle on accède par un escalier. Les caponnières sont en bon état, y compris leur appareillage extérieur. On y trouve les habituels (pour ce qui est de la place d’Épinal) supports pour mitrailleuse de caponnière. La traverse-abri du saillant III se termine en cul-de-four dans lequel deux créneaux de communication optique ont été percés et précédés d'une tablette en pierre.
Ces créneaux donnaient vers les forts d'Arches et du Parmont. Un second poste optique, à un seul créneau dirigé vers le fort du Roulon, devait occuper le fond d'une des traverses-abris du front IV-V. Les deux fours à pain de 180 rations sont vandalisés. Une batterie annexe en avant du saillant I, avec une travrese-abri et 3 ou 4 emplacements de pièces braquées vers le nord-est.

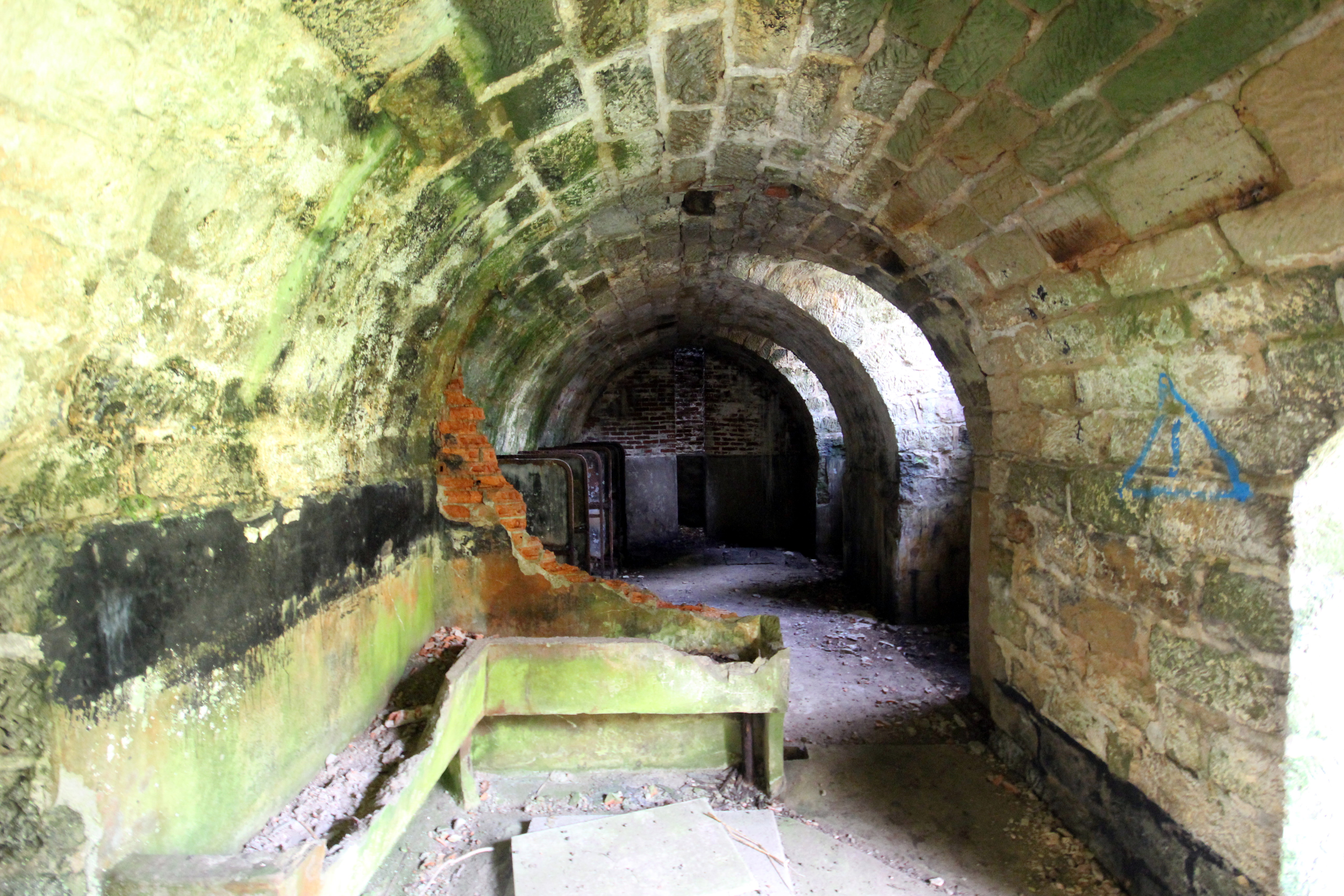
Un lavoir devant les latrines du fort du Bambois.
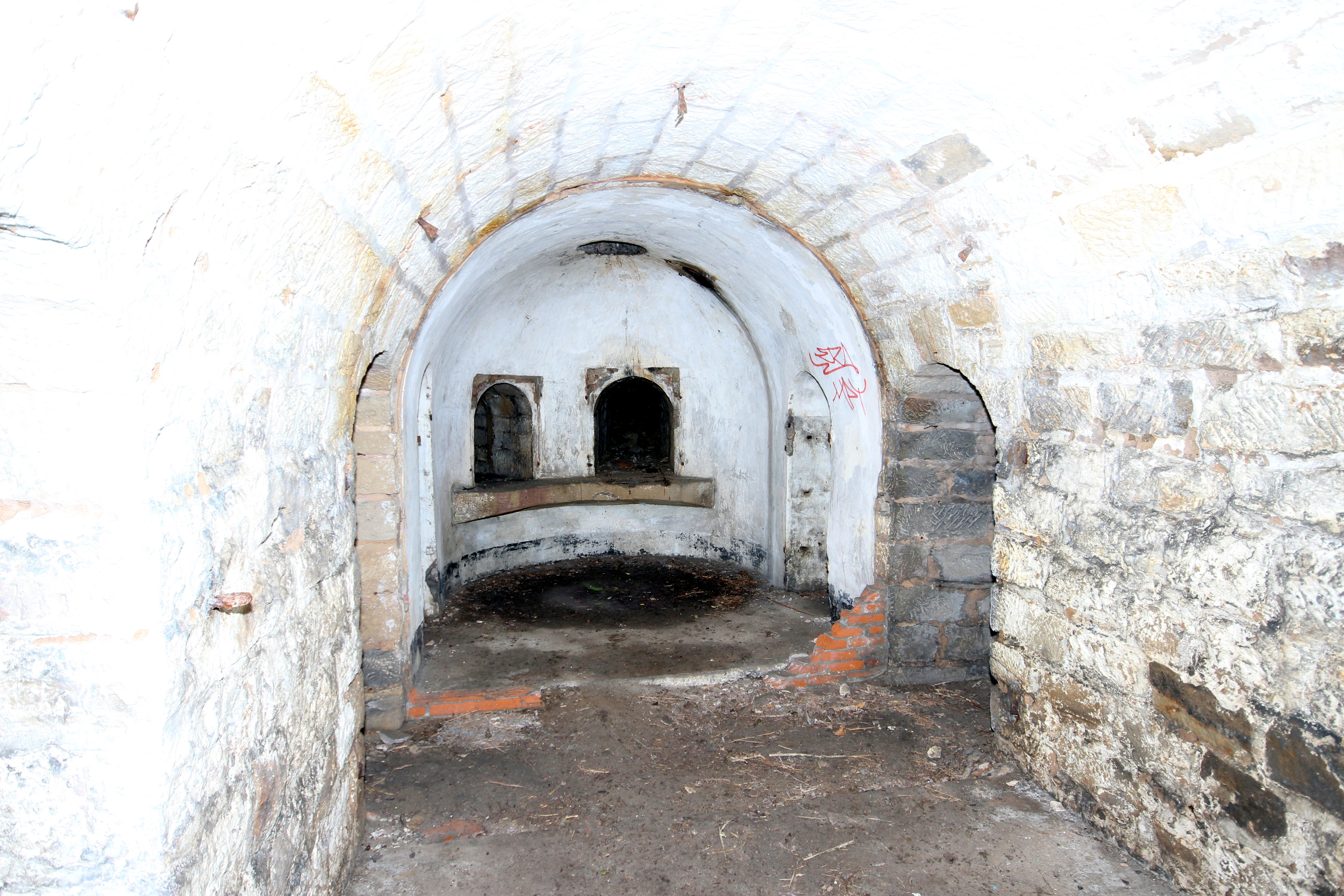
Le poste optique du fort du Bambois.
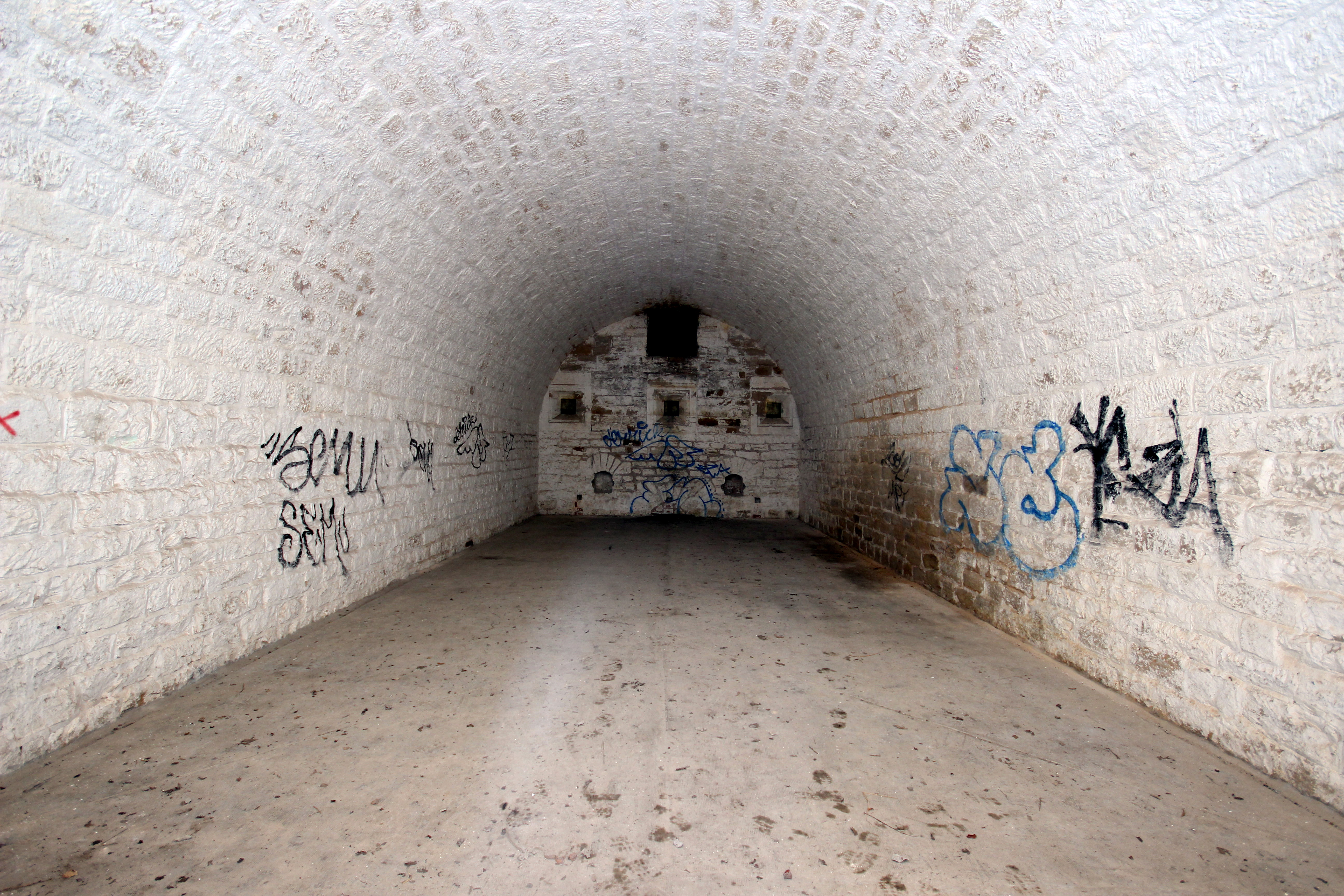
Le magasin à poudre de 60 tonnes de poudre noire.
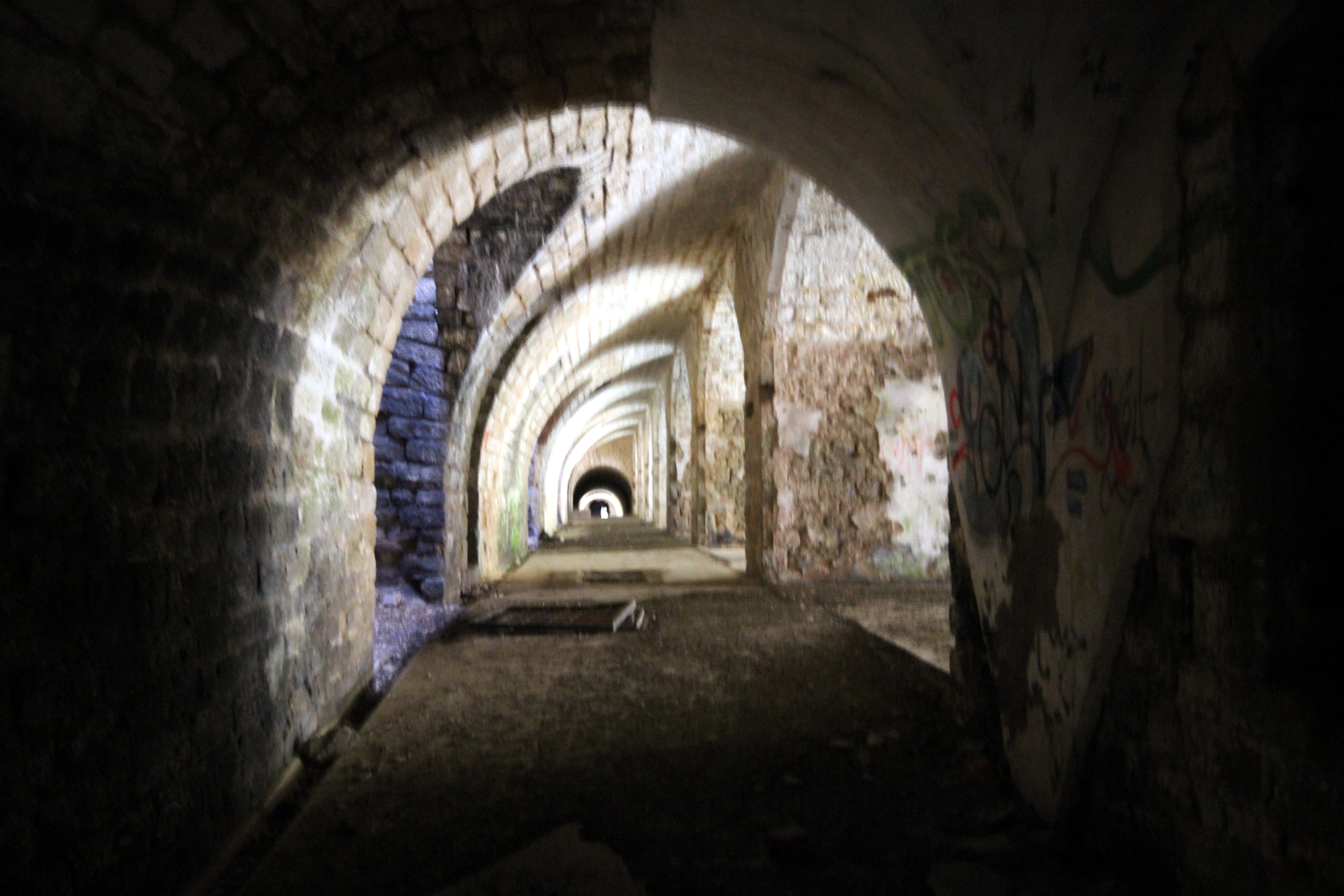
La galerie derrière les chambrées.
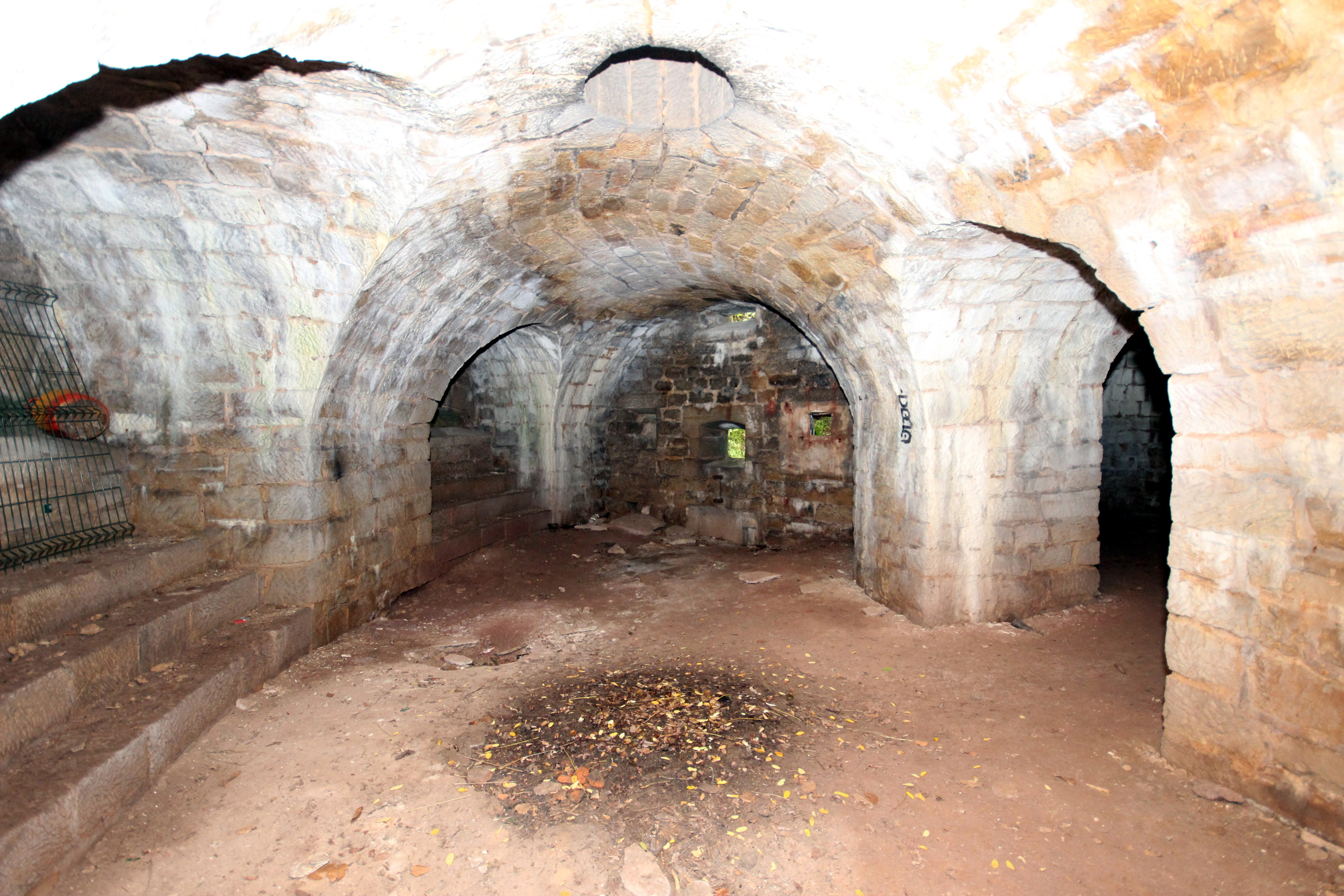
La caponnière double du saillant IV.
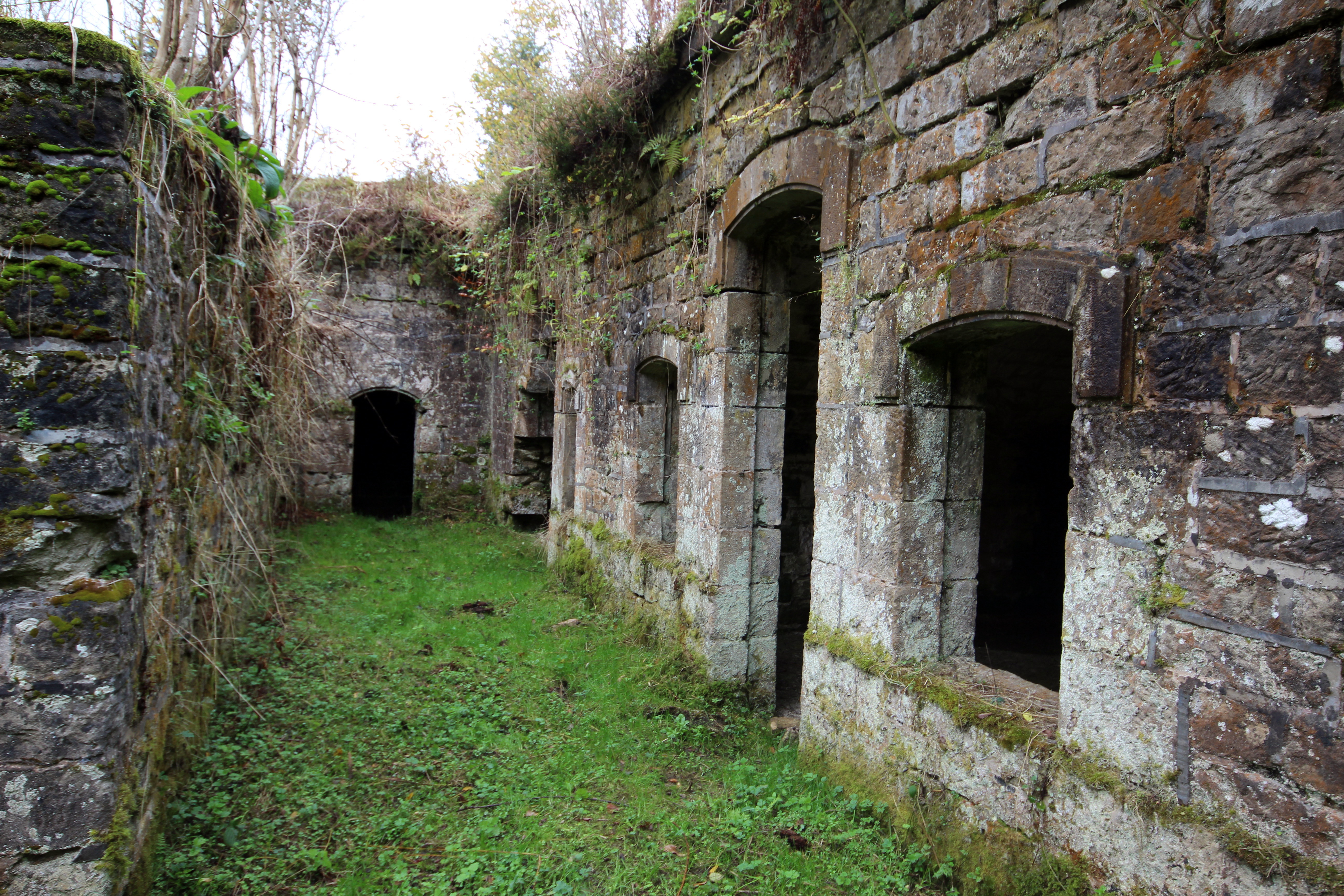
L'accès à la forge du fort du Bambois.
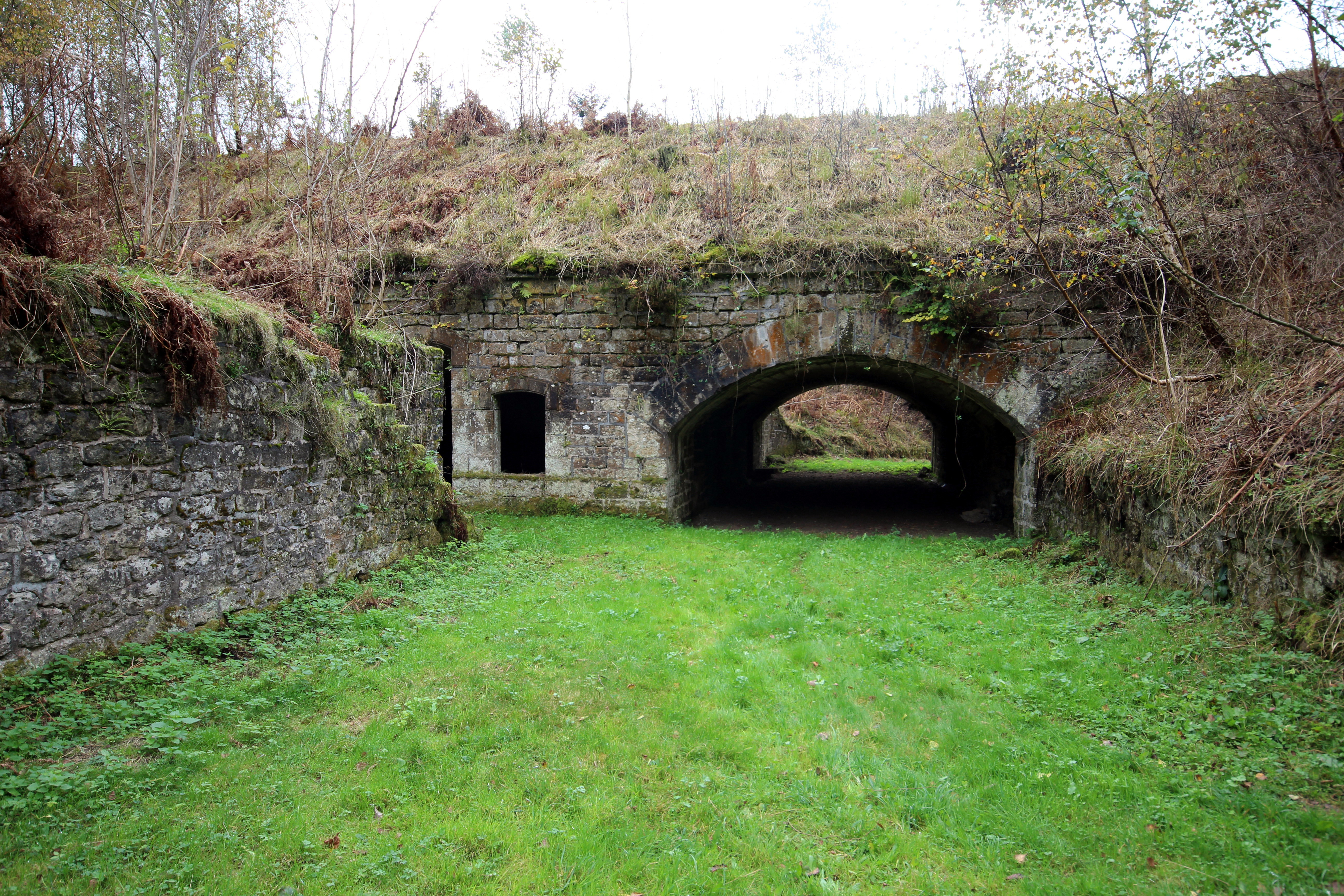
Le passage couvert derrière l'entrée.
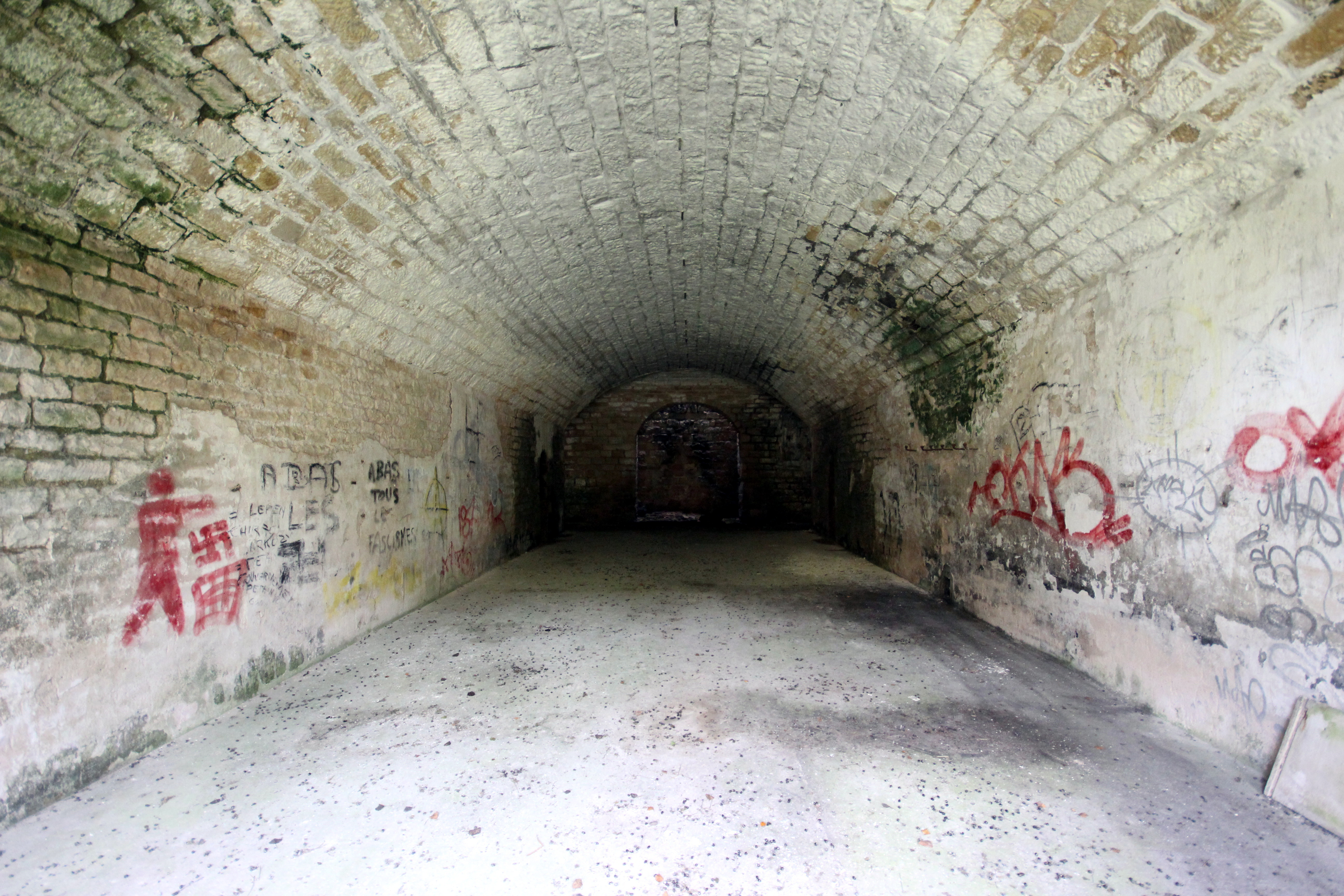
Une chambrée du casernement du fort.
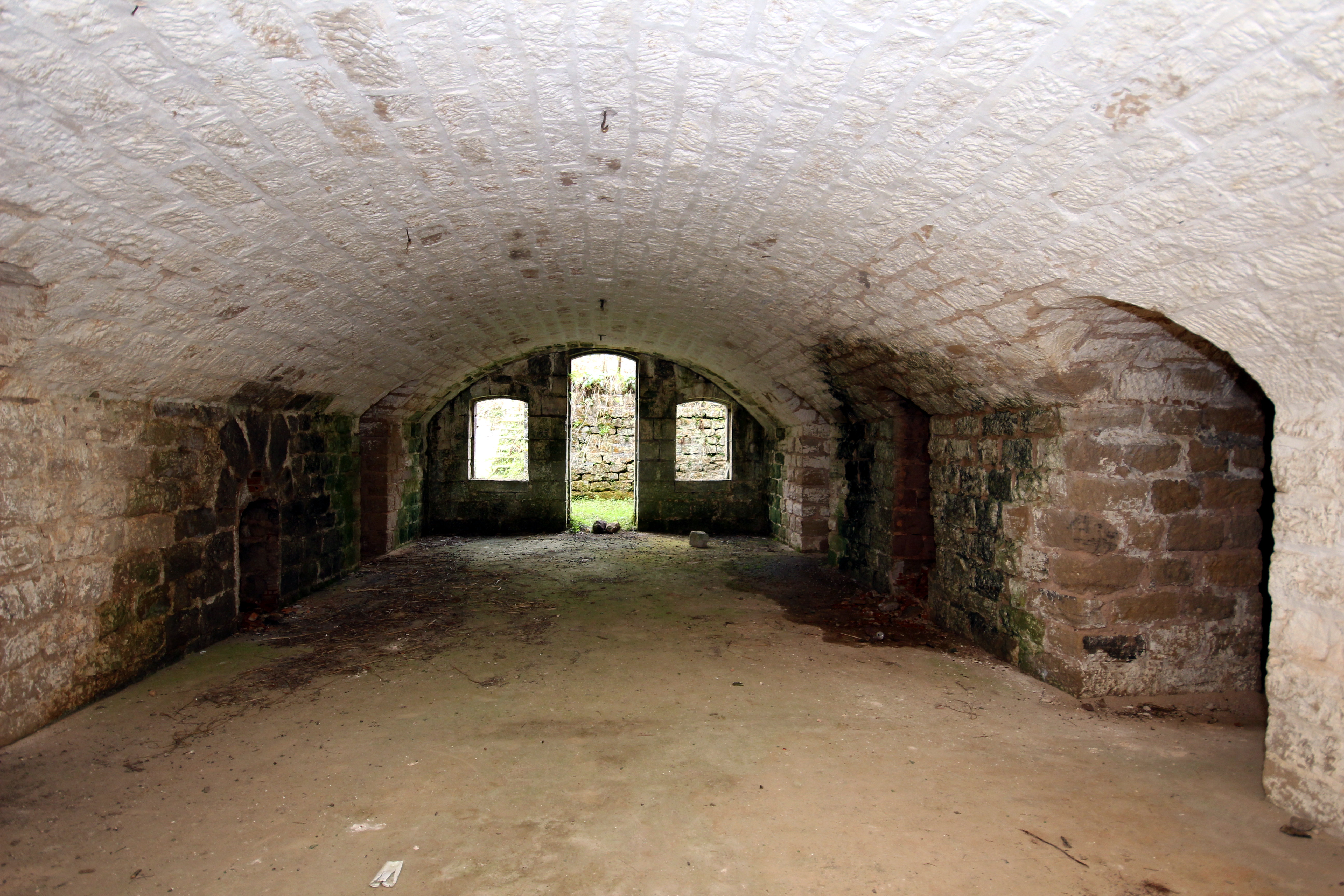
Une pièce à côté de la forge du fort.

## État actuel
Propriété de la commune et à l'abandon.